# Поперечне дослідження
Поперечне дослідження — у медичних дослідженнях, суспільних науках та біології (також відоме як дослідження поперечного перерізу, аналіз поперечного перерізу, дослідження поширеності) — це тип обсерваційного дослідження, яке аналізує дані із сукупності або репрезентативної підмножини, в конкретний момент часу — тобто перехресні дані.
У економіці поперечне дослідження, як правило, передбачає використання регресії поперечного перерізу, щоб відсортувати існування та величину причинних наслідків однієї незалежної змінної на залежну змінну, що цікавить у даний момент часу. Вони відрізняються від аналізу часових рядів, у яких поведінка однієї чи кількох економічних агрегатів відстежується у часі.
У медичних дослідженнях дослідження поперечного перерізу відрізняються від дослідження "випадок-контроль" тим, що вони мають на меті надати дані про всю досліджувану сукупність, тоді як дослідження «випадок-контроль» зазвичай включають лише осіб, у яких розвинувся конкретний стан, і порівнюють з відповідною вибіркою, часто крихітною меншістю, решти населення. Поперечні дослідження — це описові дослідження (ні лонгітюдні, ні експериментальні). На відміну від досліджень контролю випадків, вони можуть бути використані для опису не тільки співвідношення шансів, але також абсолютного ризику і відносного ризику з поширеності захворювання (іноді називають коефіцієнт ризику поширеності). Вони можуть бути використані для опису деяких особливостей популяції, таких як поширеність захворювання, але не можуть довести причини та наслідки. Лонгітюдні дослідження відрізняються від них тим, що проводять серію спостережень кілька разів над представниками досліджуваної сукупності протягом певного періоду.

## Охорона здоров'я
Дослідження поперечного перерізу включають дані, зібрані у визначений час. Вони часто використовуються для оцінки поширеності гострих або хронічних станів, але не можуть бути використані для відповіді на запитання про причини захворювання або результати втручання. Дані поперечного перерізу не можна використовувати для висновку про причинність, оскільки зміна у часі не відома. Їх також можна описати як перепис. Дослідження у поперечному перерізі можуть передбачати спеціальний збір даних, включаючи питання про минуле, але вони часто покладаються на дані, спочатку зібрані для інших цілей. Вони помірно дорогі і не підходять для вивчення рідкісних захворювань. Труднощі пригадування минулих подій також можуть сприяти упередженості.

### Переваги
Використання даних, зібраних у ході рутинних процедур, дозволяє проводити великі дослідження поперечного перерізу за незначних витрат або взагалі без витрат. Це є головною перевагою перед іншими формами епідеміологічного дослідження. Природним є розвиток від дешевих поперечних досліджень на рутинно зібраних даних, що пропонуються гіпотези, до досліджень «випадок-контроль», що перевіряють їх більш конкретно, потім до когортних досліджень та досліджень, які коштують набагато дорожче і вимагають більше часу, але може дати вагоміші докази. У поперечному дослідженні розглядається конкретна група, щоб з'ясувати, чи пов'язана якась діяльність, наприклад вживання алкоголю із досліджуваним впливом на здоров'я, наприклад цирозом печінки . Якщо вживання алкоголю корелює з цирозом печінки, це підтверджує гіпотезу про те, що вживання алкоголю може бути пов'язане з цирозом.

### Недоліки
Звичайні дані не можуть бути зібрані для відповіді на конкретне питання.
Дані, зібрані в ході повсякденних процедур, зазвичай не описують, яка змінна є причиною, а яка наслідком. Дослідження поперечного перерізу із використанням даних, спочатку зібраних для інших цілей, часто не можуть включати дані про змішувальні змінні, тобто інші змінні, що впливають на зв'язок між передбачуваною причиною та наслідком. Наприклад, дані лише про теперішнє вживання алкоголю та цироз не дозволяють досліджувати роль вживання алкоголю в минулому або інших причин. Дослідження в поперечному перерізі дуже схильні до викривлення пам'яті.
У більшості досліджень «випадок-контроль» збираються спеціально розроблені дані про всіх учасників, включаючи поля даних, призначені для перевірки гіпотези, що цікавить. Однак у питаннях, в яких можуть бути присутні сильні особисті почуття, конкретні питання можуть бути джерелом упередженості. Наприклад, людина, яка бажає зменшити своє особисте почуття провини, може повідомити про колишнє вживання алкоголю. Таке упередження може бути меншим у статистичних даних, що збираються регулярно, або ефективно усуватися, якщо спостереження здійснюються третіми сторонами, наприклад через податкові записи щодо алкоголю за районами.

#### Слабкі сторони агрегованих даних
Поперечні дослідження можуть містити дані на індивідуальному рівні (один запис на особу, наприклад, у національних обстеженнях здоров'я). Однак у сучасній епідеміології може бути неможливо обстежити всю популяцію, що цікавить, тому перехресні дослідження часто передбачають вторинний аналіз даних, зібраних з іншою метою. У багатьох таких випадках дослідник не має жодних окремих записів, і повинна використовуватися інформація на рівні групи. Основними джерелами таких даних часто є великі установи, такі як Бюро перепису населення або Центри з контролю та профілактики захворювань. Дані останніх переписів населення щодо окремих осіб не надаються, наприклад, у Великій Британії дані перепису населення щодо окремих осіб оприлюднюються лише через століття. Натомість дані агрегуються, як правило, за адміністративною територією. Висновки про особин на основі сукупних даних послаблюються екологічною помилкою. Також розглянемо потенціал здійснення «атомістичної помилки», коли припущення щодо агрегованих підрахунків робляться на основі агрегування даних окремого рівня (наприклад, усереднення переписних масивів для обчислення середнього рівня по округу). Наприклад, може бути, що на рівні міста не існує кореляції між дитячою смертністю та доходами сім'ї, хоча, існує сильна залежність між дитячою смертністю та доходами сім'ї на індивідуальному рівні. Вся сукупна статистика піддається композиційному впливу, тому важливим є не лише співвідношення рівня доходу та дитячої смертності на індивідуальному рівні, а й частка осіб з низьким, середнім та високим доходом у кожному місті. Оскільки дослідження «випадок-контроль» зазвичай базуються на даних на індивідуальному рівні, вони не мають цієї проблеми.

## Економіка
В економічній науці поперечний аналіз має ту перевагу, що дозволяє уникнути різних аспектів, які ускладнюють використання даних, що отримані у різні моменти часу, зокрема, такі як послідовна автокореляція залишків. Він також має ту перевагу, що сам аналіз даних не потребує припущення про те, що характер взаємозв'язків між змінними з часом стабільний, хоча це пов'язано з вимогою обережності, якщо результати за один проміжок часу слід вважати дійсними на якийсь інший момент часу.
Прикладом поперечного аналізу в економічній науці є регресія попиту на гроші — суми, які різні люди утримують у високоліквідних фінансових активах — у певний час на основі своїх доходів, загального фінансового багатства та різних демографічних факторів. Кожна точка даних стосується конкретної особи чи сім'ї, а регресія проводиться на статистичній вибірці, взятій в один момент часу з усієї сукупності окремих людей чи сімей. На відміну від цього, при часовому аналізі попиту на гроші будуть використовуватися дані про грошові запаси цілої країни в кожен з різних моментів часу, і буде регресія одночасно (або майже одночасно) з доходом, загальним фінансовим багатством та певною мірою відсотковим ставками. Поперечне дослідження має ту перевагу, що воно може досліджувати вплив різних демографічних факторів (наприклад, віку) на індивідуальні відмінності; але воно має той недолік, що не може виявити вплив процентних ставок на попит на гроші, оскільки в поперечному дослідженні в певний момент часу всі спостережувані одиниці стикаються з однаковим поточним рівнем процентних ставок.